# Pennisetum articulare
Pennisetum articulare är en gräsart som beskrevs av Carl Bernhard von Trinius. Pennisetum articulare ingår i släktet borstgräs, och familjen gräs. Inga underarter finns listade i Catalogue of Life.